# Pithiviers-le-Vieil

Pithiviers-le-Vieil este o comună în departamentul Loiret din centrul Franței. În 1 ianuarie 2022 avea o populație de 1.729 de locuitori.